# Carrai (geslacht)
Carrai is een geslacht van spinnen uit de familie Dipluridae.

## Soorten
De volgende soorten zijn bij het geslacht ingedeeld:
- Carrai afoveolata Raven, 1984